# Paul Ehrentraut
Paul Ehrentraut (* 28. Januar 1856 in Zittau, Königreich Sachsen; † Dezember 1911) war ein deutscher Zeitungsredakteur in Zittau, Berlin und Posen.

## Leben
Der Vater war Lehrer in Zittau. Paul Ehrentraut wurde Journalist und war für die Zittauer Morgen-Zeitung als Redakteur bis 1880 tätig. 1881 zog er nach Berlin und schrieb für die Berliner Morgenpost, die Berliner Zeitung und die Zeitschrift Deutsches Heim. Zwischen 1899 und 1901 wurde er Chefredakteur der neuen Posener Neuesten Nachrichten.
Paul Ehrentraut veröffentlichte mehrere Geschichtenbände.
Der Sohn Paul Georg Ehrentraut (* 1890) studierte Philosophie und Nationalökonomie und verfasste ein Buch über Hans von Bühlow.